# Kuopsuselkä
Kuopsuselkä är en kulle i Finland.   Den ligger i den ekonomiska regionen Norra Lappland och landskapet Lappland, i den norra delen av landet, 800 km norr om huvudstaden Helsingfors. Toppen på Kuopsuselkä är 261 meter över havet.
Terrängen runt Kuopsuselkä är platt.  Trakten runt Kuopsuselkä är nära nog obefolkad, med mindre än två invånare per kvadratkilometer. Det finns inga samhällen i närheten. 